# Loewia piliceps
Loewia piliceps là một loài ruồi trong họ Tachinidae.